# Многочлены Лагерра
В математике многочлены Лаге́рра, названные в честь Эдмона Лагерра (1834—1886),
являются каноническими решениями уравнения Лагерра:
{\displaystyle x\,y''+(1-x)\,y'+n\,y=0,}
являющегося линейным дифференциальным уравнением второго порядка. В физической кинетике эти же многочлены (иногда с точностью до нормировки) принято называть полиномами Сонина или Сонина — Лагерра. Многочлены Лагерра также используются в квадратурной формуле Гаусса — Лагерра численного вычисления интегралов вида:
{\displaystyle \int \limits _{0}^{\infty }f(x)e^{-x}\,dx.}
Многочлены Лагерра, обычно обозначающиеся как {\displaystyle L_{0},\;L_{1},\;\ldots }, являются последовательностью полиномов, которая может быть найдена по формуле Родрига
{\displaystyle L_{n}(x)={\frac {e^{x}}{n!}}{\frac {d^{n}}{dx^{n}}}\left(e^{-x}x^{n}\right)=\sum _{k=0}^{n}{\frac {(-1)^{k}}{k!}}{n \choose k}x^{k}.}
Эти полиномы ортогональны друг другу со скалярным произведением:
{\displaystyle \langle f,\;g\rangle =\int \limits _{0}^{\infty }f(x)g(x)e^{-x}\,dx.}
Последовательность полиномов Лагерра — это последовательность Шеффера.
Многочлены Лагерра применяются в квантовой механике, в радиальной части решения уравнения Шрёдингера для атома с одним электроном.
Имеются и другие применения многочленов Лагерра.

## Несколько первых многочленов
В следующей таблице приведены несколько первых многочленов Лагерра:

Первые 6 многочленов Лагерра.

| {\displaystyle n} | {\displaystyle L_{n}(x)}                                                                              |
| 0                 | {\displaystyle 1}                                                                                     |
| 1                 | {\displaystyle -x+1}                                                                                  |
| 2                 | {\displaystyle {\scriptstyle {\frac {1}{2}}}(x^{2}-4x+2)}                                             |
| 3                 | {\displaystyle {\scriptstyle {\frac {1}{6}}}(-x^{3}+9x^{2}-18x+6)}                                    |
| 4                 | {\displaystyle {\scriptstyle {\frac {1}{24}}}(x^{4}-16x^{3}+72x^{2}-96x+24)}                          |
| 5                 | {\displaystyle {\scriptstyle {\frac {1}{120}}}(-x^{5}+25x^{4}-200x^{3}+600x^{2}-600x+120)}            |
| 6                 | {\displaystyle {\scriptstyle {\frac {1}{720}}}(x^{6}-36x^{5}+450x^{4}-2400x^{3}+5400x^{2}-4320x+720)} |

## Рекуррентная формула
Полиномы Лагерра можно определить рекуррентной формулой:
{\displaystyle L_{k+1}(x)={\frac {1}{k+1}}{\bigl [}(2k+1-x)L_{k}(x)-kL_{k-1}(x){\bigr ]},\quad \forall k\geqslant 1,}
предопределив первые два полинома как:
{\displaystyle L_{0}(x)=1,}
{\displaystyle L_{1}(x)=1-x.}

## Обобщённые полиномы Лагерра
Обобщённые полиномы Лагерра {\displaystyle L_{n}^{a}(x)} являются решениями уравнения:
{\displaystyle x\,y''+(a+1-x)\,y'+n\,y=0,}
так что {\displaystyle L_{n}(x)=L_{n}^{0}(x)}.